# Columnea filifera
Columnea filifera är en tvåhjärtbladig växtart som först beskrevs av Wiehler, och fick sitt nu gällande namn av L.E. Skog och L.P. Kvist. Columnea filifera ingår i släktet Columnea och familjen Gesneriaceae. Inga underarter finns listade i Catalogue of Life.